# Ahlden
Ahlden is een gemeente in de Duitse deelstaat Nedersaksen. De gemeente maakt deel uit van de Samtgemeinde Ahlden in het Landkreis Heidekreis. Ahlden telt 1.532 inwoners. Tot de gemeente behoort sedert 1974 ook het gehucht Eilte. Het dorp ligt aan de westoever van de Aller. Westelijk van Ahlden ligt een groot heide- en veengebied, het natuurreservaat Lichtenmoor. 
Het dorp is d.m.v. buurtbussen verbonden met het enkele kilometers oostwaarts gelegen Hodenhagen, dat aan de oostkant van de Aller ligt en een spoorwegaansluiting naar o.a. Hannover heeft.  Hodenhagen is ook de hoofdplaats van de Samtgemeinde Ahlden.

## Geschiedenis

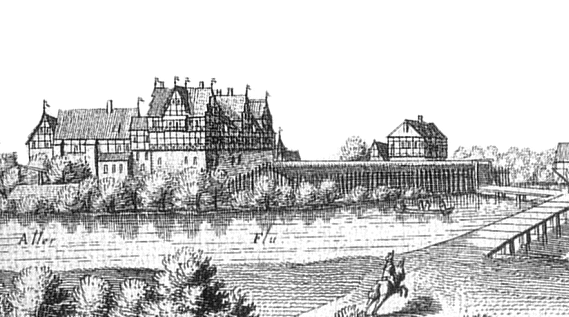
Kasteel Ahlden (Merian-prent, 1654)

Ahlden wordt in de 10e eeuw voor het eerst in een document vermeld als Aluthon (= Aller-nederzetting, vergelijk Engels: town en Nederlands: tuin, een omheind gebied).
Het dorp is nauw verbonden met het hier staande kasteel, dat een ouder kasteel, Bunkeburg, verving. De bouw van het huidige complex startte in 1549. Het slot is residentie van een oude regionale bestuurseenheid, het Amt Ahlden (1431-1885), geweest. In 1613 liet  hertog Christiaan van Brunswijk-Lüneburg het kasteel voor één van zijn vazallen uitbreiden. Van 1852 tot 1972 was het Amtsgericht hier gevestigd, daarna werd het een kunstveilinghuis.  Zodoende is een gedeeltelijke bezichtiging van het kasteel mogelijk, indien men aan het veilinghuis te kennen geeft, geïnteresseerd te zijn in aankoop van een kavel.
In 1956 logeerde de beroemde schrijver Arno Schmidt korte tijd in Ahlden. Zijn verblijf inspireerde hem tot het schrijven van zijn roman Das steinerne Herz, waarvan het verhaal zich deels in dit dorp afspeelt. Ter herinnering hieraan is in het naar hem genoemde bosje Arno-Schmidt-Hain een monument geplaatst, bestaande uit een boomstam met daarin een stenen hart.

## Belangrijke personen in relatie tot de gemeente
- Ernst Sonnemann, ook Ernestus Sonnemann (te Ahlden geboren in 1630), luthers pastor en kerklieddichter.
- Sophia Dorothea van Celle (overleden in ballingschap in kasteel Ahlden, omstreeks 23 november 1726), echtgenote van George I van Groot-Brittannië, in 1694 verstoten op beschuldiging van echtbreuk. Zij was de  moeder van Sophia Dorothea van Hannover en de grootmoeder van Frederik II van Pruisen.

## Bezienswaardigheden

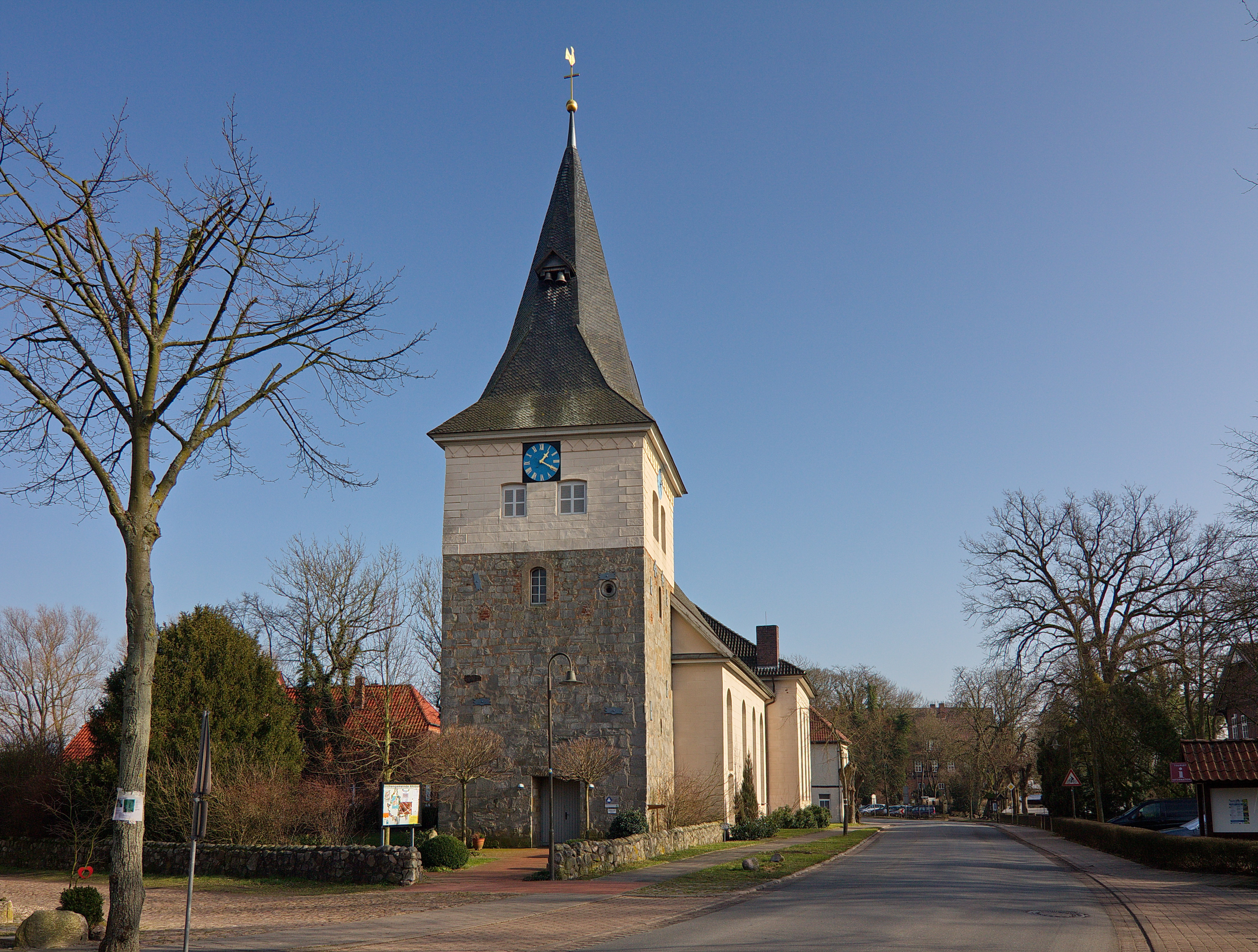
Evang.-lutherse Johannes-de-Doperkerk (1848)
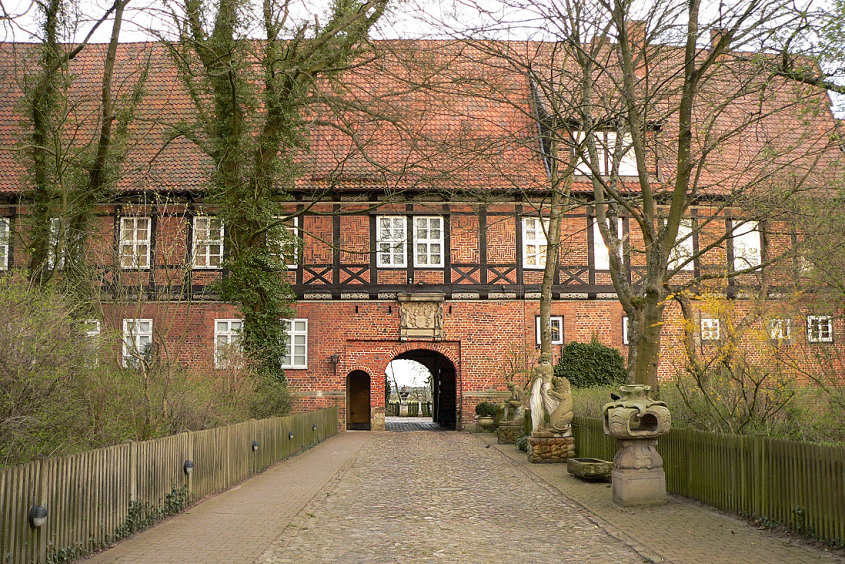
Schloss Ahlden, voorzijde
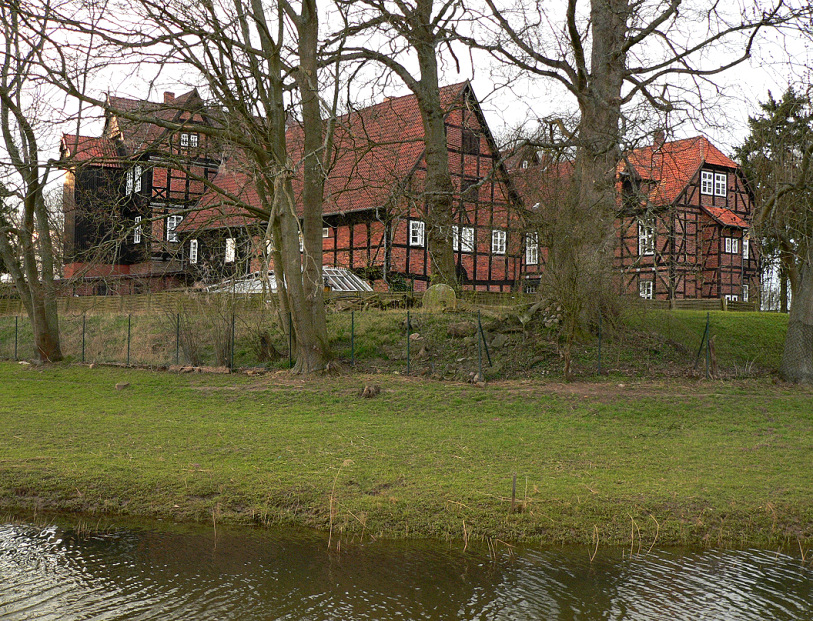
Idem, achterzijde
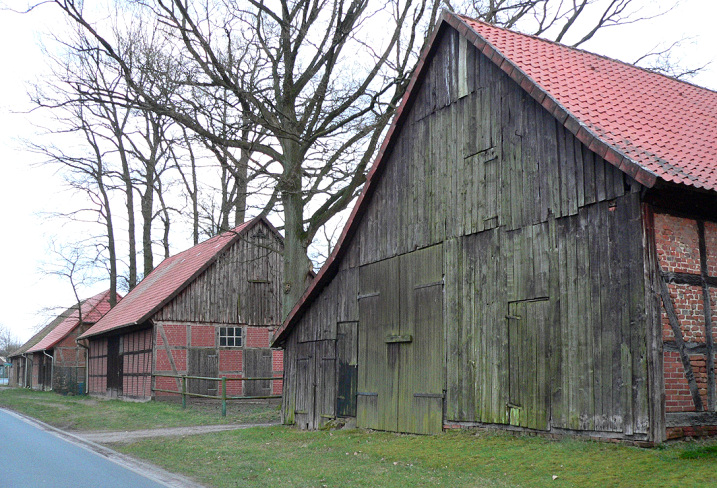
Het Scheunenviertel
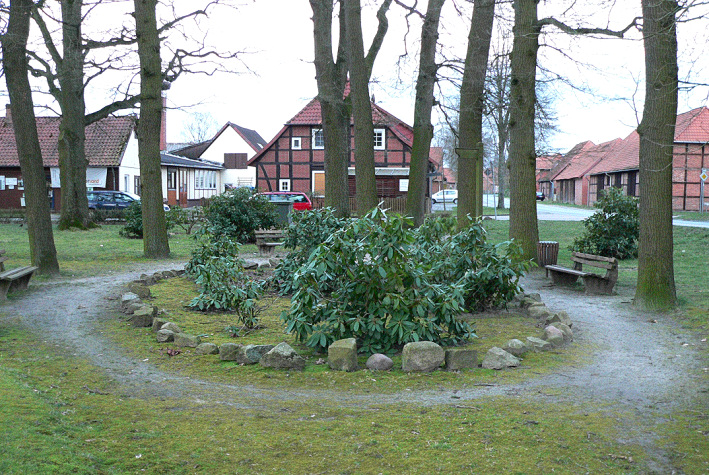
Arno-Schmidt-Hain met eiken en rododendrons
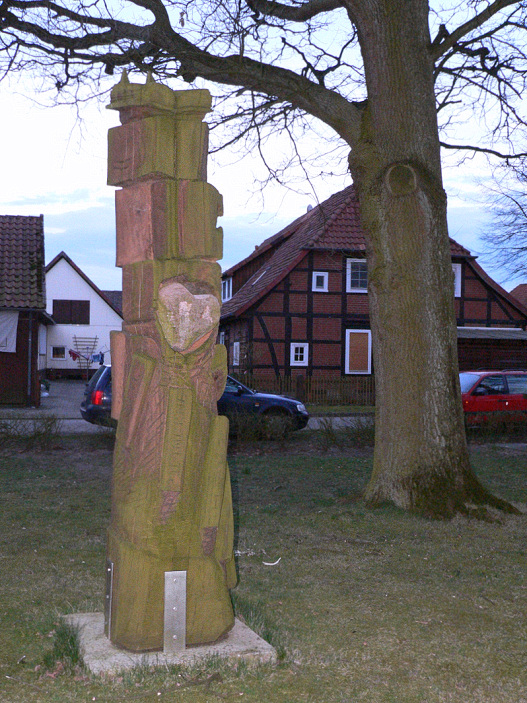
Stèle van een eikenstam in het Arno-Schmidt-Hain met een symbolisch stenen hart

- Bibliothèque nationale de France: cb16580881j (data)
- Gemeinsame Normdatei: 4241759-4
- MusicBrainz: 81274c40-fbe8-48fd-89d5-64f5eac27857
- Nationale Bibliotheek van Israël: 987007368316105171
- Virtual International Authority File: 233236793

Ahlden · 
Bad Fallingbostel · 
Bispingen · 
Böhme · 
Bomlitz · 
Buchholz · 
Eickeloh · 
Essel · 
Frankenfeld · 
Gilten · 
Grethem · 
Hademstorf · 
Häuslingen · 
Hodenhagen · 
Lindwedel · 
Munster · 
Neuenkirchen · 
Osterheide · 
Rethem (Aller) · 
Schneverdingen · 
Schwarmstedt · 
Soltau · 
Walsrode · 
Wietzendorf